# Fava (maträtt)

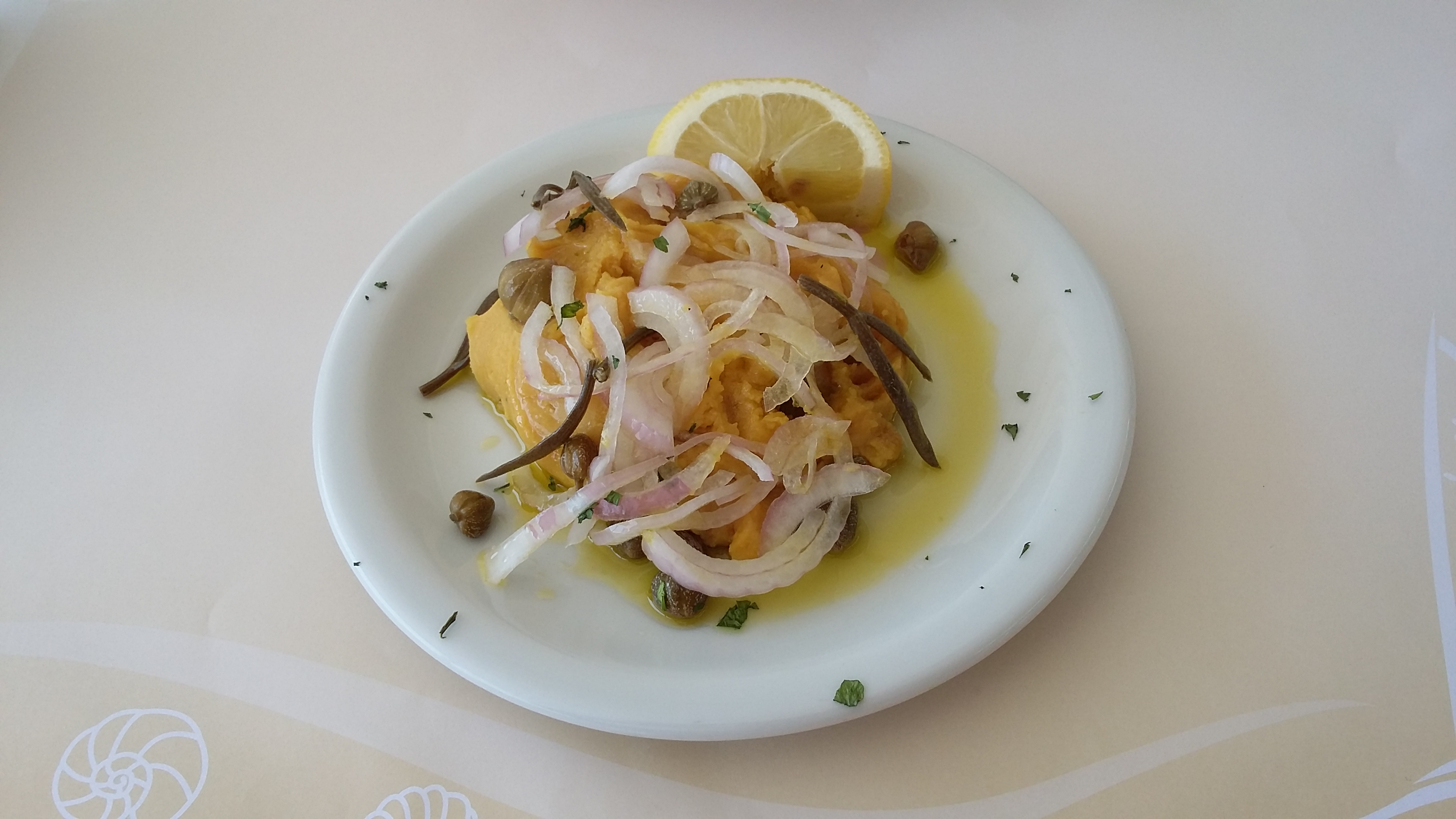
Fava med kapris, lökringar och havsfänkål.

Fava är en populär förrätt, sidorätt eller huvudrätt i det grekiska köket och lagas på delade gula ärter, vickerärten Lathyrus clymenum, linser, bönor och även de indiska kikärterna chana dal.
Fava lagas alltså inte på favaböna eller bondböna.

## Bakgrundshistoria
Arkeologiska fynd tyder på att Lathouri-växten odlades i sydöstra Medelhavet redan i slutet av 400-talet f.Kr. Det fungerade som fattigmansmat. Den tidigare "fattigmansmaten" har blivit en av de mest populära aptitretarna i Grekland med tiden.

## Skyddad ursprungsbeteckning
I oktober 2010 godkände EU "Fava Santorinis" som en skyddad ursprungsbeckning för vickerärten Lathyrus clymenum  som inte bör förväxlas med favabönan. I september 2016 godkändes även "Fava Feneou" som skyddad ursprungsbeckening för samma vikerär från Feneos och Stymfalia i kommunen Sikyonia i nordöstra regionen Peloponnesos.

## Tillagning
Det finns olika lokala versioner av hur man lagar fava respektive anpassar fava till de ingredienserna som finns tillgängliga.
För att förbereda fava sauteras först lök i olivolja och sedan hälls vatten i och kokas upp. Sedan tillsätts fava och lagerblad. Så fort vattnet har absorberats och en mosig konsistens uppnåtts, smaka av med salt och peppar och puré. Purén ställs i kylen tills den stelnar. Olivolja och citronsaft tillsätts före servering.
Fava serveras vanligtvis är med kapris, lökringar och ibland med körsbärstomater. Fava är oftast en förrätt men kan också ätas som huvudrätt.